# Austrarcturellidae
Austrarcturellidae (лат.) — семейство равноногих ракообразных из подотряда створчатоногие (Valvifera). Известно около 40 видов.

## Описание
Мелкие шиповатые раки вытянутой формы. Тело согнуто между переонитами 4 и 5. Голова и переонит 1 слиты. Переонит 4 сходной длины с переонитом 3. Все плеониты слиты в плеотельсон, или плеонит 1 сочленяется со слитым плеотельсоном (большинство видов Dolichiscus). Тело разнообразно бугорчатое или шиповатое, но никогда не имеет задней дорсолатеральной пары сильных шипов на плеотельсоне; плеотельсон с дорсолатеральными гребнями, обычно заканчивающимися медиодорсальным задним шипом. Дорсальные коксальные пластинки 2—7 утрачены, основания переоподов обнажены. Ротовые органы и переопод 1 видны сбоку. Глаза хорошо развиты, либо редуцированы или утрачены.

## Классификация и распространение
5 родов и около 40 видов. Четыре оригинальных представителя Austrarcurellidae образуют чётко определенную кладу видов на шельфе и склоне Австралии и в близлежащем Тасмановом море. Dolichiscus более широко распространен, большинство видов обитает в глубоких слоях Южного океана, но другие — в глубоких средах к северу от экватора.
- Abyssarcturella Poore & Bardsley, 1992
- Austrarcturella Poore & Bardsley, 1992
- Dolichiscus Richardson, 1913
- Pseudarcturella Tattersall, 1921
- Scyllarcturella Poore & Bardsley, 1992